# 巴托蘭

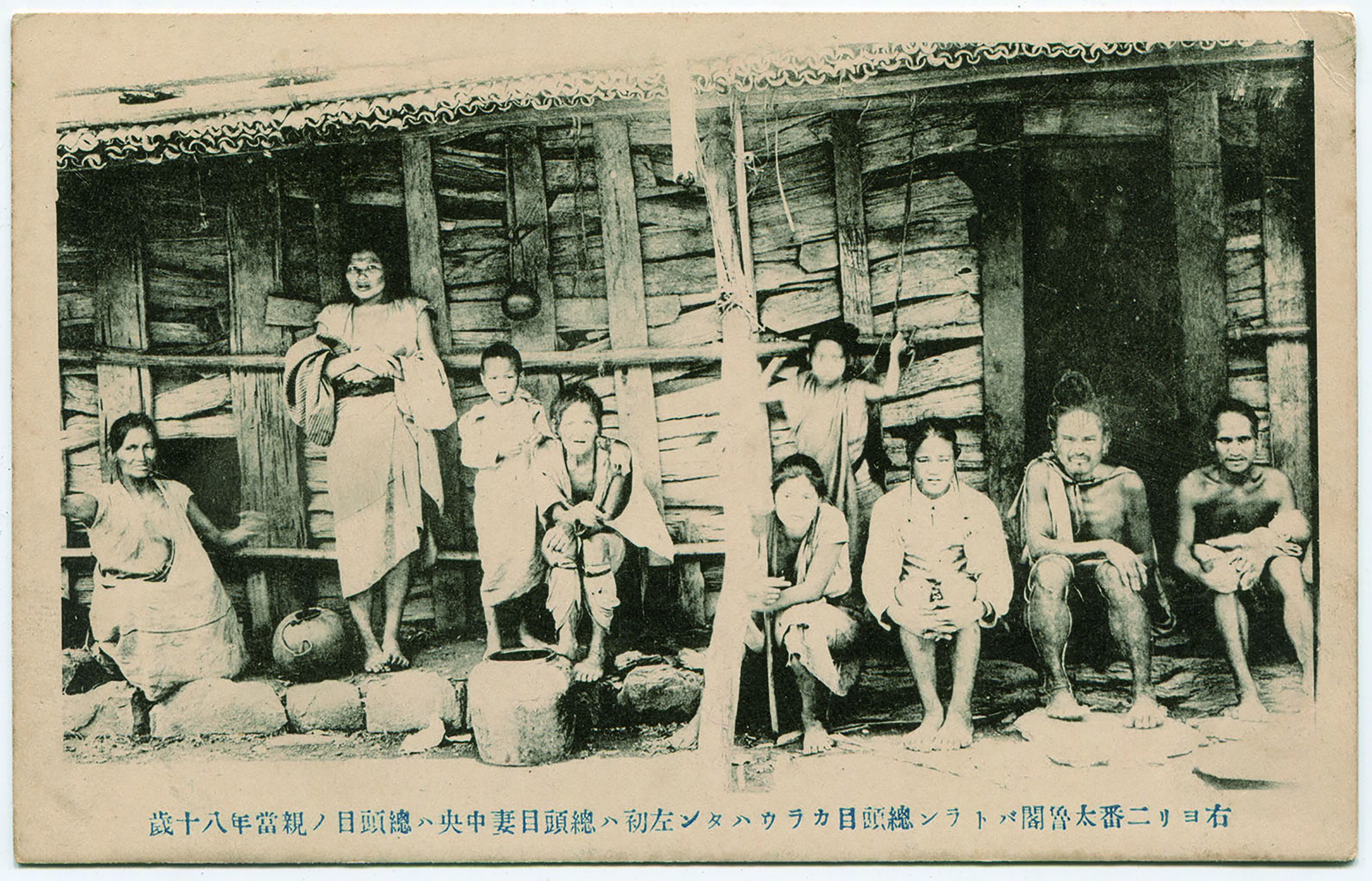
巴托蘭社總頭目家族照

巴托蘭（Butulan，早期閩南語漢譯覔卓蘭）地區、是太魯閣地區的一部分，是分佈在木瓜溪中、上游一帶的太魯閣族生活領域，此地太魯閣族,又稱巴托蘭蕃。
巴托蘭地區的太魯閣族原住於立霧溪中、上游，東起今慈母橋，西迄托博閣部落之間的山區，他們約在一百餘年前，因尋求耕地與狩獵開始向南方遷徙，越過奇萊山東走支脈脊嶺而至木瓜溪中、上游建立了部落，其主要的分佈範圍在文蘭與坂邊之間沿溪地帶去的高地、緩坡地及臺地。